# Louis de Vinck
Louis Joseph de Vinck-Du Bois (Antwerpen, 13 februari 1784 - Merksem, 16 september 1858) was een Belgisch rentenier en politicus voor de Katholieke Partij.

## Biografie

### Familie
Louis de Vinck was een zoon van Joannes de Vinck en Helena Stier en behoorde tot de invloedrijke familie de Vinck waarvan verschillende leden in de 19e eeuw politiek actief waren in het Antwerpse.
Hij trouwde in 1813 in Antwerpen met Henriette du Bois (1793-1811), dochter van Ferdinand du Bois, lid van het Nationaal Congres en senator. Ze kregen twee zoons.
- Jules de Vinck (1813-1878), schepen van Antwerpen en gedeputeerde van Antwerpen, trouwde in 1837 in Antwerpen met Louise Moretus (1809-1840), kleindochter van Lodewijk Colen de Bouchout, en hertrouwde in 1851 in Antwerpen met Louise Huughe de Peutevin (1827-1864), kleindochter van Charles Huughe de Peutevin. Uit het tweede huwelijk sproten drie zoons, onder wie baron Alfred de Vinck de Winnezeele en baron Gaston de Vinck.
- Ferdinand de Vinck (1815-1895), trouwde in 1859 in Ekeren met zijn nicht Léonie Moretus Plantin (1828-1913), dochter van Edouard Moretus Plantin, provincieraadslid van Antwerpen. Het huwelijk bleef kinderloos.

Hij was een schoonbroer van baron Louis de Wellens van ten Meulenberg, burgemeester van Brussel, baron Edouard Cogels, bankier, volksvertegenwoordiger en senator, baron Ferdinand Philippe du Bois de Nevele, burgemeester van Edegem, provincieraadslid van Antwerpen en senator, en Edouard Moretus Plantin, provincieraadslid van Antwerpen.

### Loopbaan
De Vinck werd politiek actief in de aanloop naar de provincieraadsverkiezingen van 1836. Hij werd verkozen voor het arrondissement Antwerpen als provincieraadslid en op 26 oktober 1836 aangesteld als gedeputeerde. Deze functie oefende hij uit tot aan zijn dood. Tevens was hij van 18 april 1840 tot 28 juni 1840 en van 1 augustus 1845 tot 10 november 1845 ad interim gouverneur van Antwerpen. Hij volgde hierbij respectievelijk Charles Rogier (1840) en Jules Malou (1845) op. Zelf werd hij in deze hoedanigheid opgevolgd door Henri de Brouckère (1840) en Théodore Teichmann (1845).
Omstreeks 1847 werd hij eigenaar van het Terlindenhof in Merksem, waar hij in 1858 overleed.